# Карл Максимилиан фон Дитрихщайн
Карл Максимилиан Филип фон Дитрихщайн-Николсбург (на немски: Karl/Karel Maximilian Philipp Franz Xaver Fürst von Dietrichstein zu Nikolsburg; * 28 април 1702, Бърно; † 24 октомври 1784, Николсбург, Моравия) е австрийски благородник, 6. имперски княз на Дитрихщайн-Николсбург (1738 – 1784), също покнязен граф на Тарасп (в Граубюнден), барон (фрайхер) на Холенбург, Финкенщайн и Талберг. Той е държавник, през 1769 г. поема от дядо му по майчина линия титлата „граф фон Прозкау“, герба и собствеността на изчезналия род на графовете на Прозкау.

## Живот
Той е третият син и осмото дете на 5. княз Валтер Франц фон Дитрихщайн (1664 – 1738) и втората му съпруга Каролина Максимилиана, графиня Прузковска з Прузкова (1674 – 1734), дъщеря на граф Георг Кристоф фон Прозкау (1629 – 1701) и графиня Мария Розалия фон Турн-Валсасина-Комо-Верчели.
През 1624 г. клонът Николсбург е издигнат на имперски княз. Децата му имат титлата „фон Дитрихщайн-Прошков/Прозкау“.
Карл Максимилиан фон Дитрихщайн получава през 1749 г. австрийския Орден на Златното руно.

## Фамилия
Карл Максимилиан фон Дитрихщайн се жени на 2 септември 1725 г. в Микулов в замък Николсбург за графиня Мария Анна Йозефа фон Кефенхюлер цу Айхелберг (* 15 март 1705, Клагенфурт; † 4 октомври 1764, Виена), дъщеря на граф Йохан Хайнрих Зигмунд Фридрих фон Кевенхюлер (1666 – 1742) и графиня Ернестина Урсула Леополдина фон Орсини и Розенберг (1683 – 1728). Те имат 11 деца, от които само три порастват:
- Карл Йохан Баптист Валтер Зигисмунд Ернест Непомук Алоис фон Дитрихщайн (* 27 юни 1728 в дворец Микулов, Моравия; † 25 май 1808 във Виена), 7. имперски княз на Дитрихщайн-Николсбург, женен на 30 януари 1764 г. във Виена за Мария Кристина Йозефа фон Тун и Хоенщайн (* 25 април 1738, Прага; † 4 март 1788, Виена)
- Фридрих Антон (1729 – 1749)
- Франц Ксавер Йозеф (* 20 април 1730; † сл. 1730)
- Франц Томас (* 1731; † сл. 1731)
- Франц де Паула Томас Август Йозеф Йохан Непомук Карл (* 13 декември 1731, Виена; † 29 ноември 1813, Виена), женен на 25 април 1770 г. във Виена за фрайин Мария Каролина фон Райшах (* 8 октомври 1740, Нанси; † 11 октомври 1782, Виена)
- Мария Терезия (* 28 ноември 1733; † ок. 1 юли 1740)
- Мария Йозефа Анна Барбара (* 3 ноември 1736, Виена; † 21 декември 1799, Виена), омъжена на 20 май 1754 г. във Виена за граф Ернст Гуидо фон Харах-Рорау-Танхаузен (* 8 септември 1723; † 23 март 1783)
- Франциска Ксаверия/Франц Ксавер (* 16 март 1739; † 15 август 1744)
- Йохан Венцел (* 16 януари 1741; † ок. 17 януари 1744)
- Зигмунд Матиас (* 24 февруари 1742; † 15 март 1744)
- Антон де Падуа (* 1744; † 3 януари 1759)

## Галерия
- Герб на род Дитрихщайн (1701 – 1705)
- Дворец Дитрихщайн
- Дворецът Микулов/Николсбург, Моравия
- Дворецът Тарасп (в Граубюнден)